# Kurten (Teksas)
Kurten je gradić u američkoj saveznoj državi Teksas. Prema popisu stanovništva iz 2010. u njemu je živjelo 398 stanovnika.